# Robertus Bellarminus
De heilige Robertus Bellarminus, S.J. (in het Italiaans Roberto Francesco Romolo Bellarmino, in het Nederlands vroeger Robert Bellarmijn) (Montepulciano, 4 oktober 1542 – Rome, 17 september 1621), was een Italiaanse jezuïet, theoloog en kardinaal. Hij werd heilig verklaard en is een kerkleraar.

## Biografie
Hij werd geboren in Montepulciano in Toscane. Zijn moeder was de zus van kardinaal Cervini die in 1555 tot paus zou worden gekozen onder de naam Marcellus II. Hij kreeg zijn opleiding aan het jezuïetencollege van zijn stad. Op 21 september 1560 trad hij in bij de jezuïeten in Rome en studeerde wijsbegeerte en theologie in Rome, Padua en Leuven. Na in 1570 in Gent de priesterwijding te hebben ontvangen, werd hij in datzelfde jaar hoogleraar theologie in Leuven en bleef hier de Summa theologica van Thomas van Aquino verklaren tot 1576. Uit zijn Leuvense tijd stamt zijn De scriptoribus ecclesiasticis, een overzicht van de kerkelijke schrijvers tot het jaar 1500. Reeds vóór zijn priesterwijding had hij zich beroemd gemaakt als kanselredenaar. Als leraar was hij een geducht tegenstander van de theoloog Michael Baius. In Leuven leerde hij het protestantisme kennen.
Hij werd naar Rome geroepen, waar hij een nieuwe cursus moest beginnen, die zijn faam van polemist definitief vestigde; zijn lessen, Disputationes de controversiis, werden zelfs later zijn grote standaardwerk. In 1592 werd hij rector van het Collegium Romanum en in 1595 provinciaal der jezuïeten in Napels. Paus Clemens VIII riep hem in 1597 terug naar Rome en dwong hem in 1599 het kardinalaat te aanvaarden. Om zijn vrijmoedige raadgevingen viel hij in ongenade bij paus Clemens VIII, moest Rome verlaten en werd tot aartsbisschop van Capua benoemd.
Bellarminus toonde zich een groot zielenherder met sterke sociale belangstelling. In 1605 werd hij door paus Paulus V weer naar Rome geroepen. Hier trad hij onder andere op in het proces tegen Galileo Galilei. Bellarminus, die Galilei genegen was, moest hem op last van Paulus V het veroordelingsdecreet voorhouden. Hij voerde een vinnige pennenstrijd met Jacobus I van Engeland over de Rome vijandig gezinde eed van trouw en nam duidelijk stelling in de gallicaanse strijdvraag over de macht van de paus in tijdelijke zaken.
In de nazomer van het jaar 1621 voelde hij hoe zijn krachten begonnen af te nemen en stierf op 17 september van dat jaar. Hij werd begraven in de jezuïetenkerk in Rome die aan Sint-Ignatius is toegewijd, de San Ignazio.

## Betekenis van Bellarminus en heiligverklaring
Zijn hoofdwerk is Disputationes de Controversiis. In dit boek wordt de katholieke leer verdedigd tegen de aanvallen van de Reformatie. Het boek frustreerde protestantse professoren en intellectuelen zo zeer, dat in het protestantse Heidelberg zelf een Collegium Anti-Bellarminianum gesticht werd. Bellarminus was een belangrijke contrareformator.
De betekenis van Bellarminus is omvattend en veelzijdig. Op de volgende terreinen was zijn optreden van belang:
- Op het terrein van het praktische onderwijs aan de leken schreef hij een grote en een kleine catechismus die in verschillende talen werden vertaald. Ook in de 20e eeuw werd nog wel van zijn catechismus gebruikgemaakt.
- Op het terrein van de polemiek verdedigde Bellarminus de besluiten van het Concilie van Trente. Hij trachtte de leerstellingen van de protestanten vanuit de kerkvaders en de Bijbel te weerleggen.
- Op het terrein van de staatkunde was Bellarminus van oordeel dat de paus geen directe wereldlijke macht behoort uit te oefenen, alleen indirect via de vorsten. Deze stellingname werd Bellarminus niet in dank afgenomen. Mede vanwege zijn opvatting over de wereldlijke macht van de paus duurde het tot 1930 voor hij door paus Pius XI heilig werd verklaard.

Bellarminus' Opera Omnia (verzameld werk) verscheen in 1870-1874 in twaalf delen te Parijs.
Bellarminus muntte uit door vroomheid, bescheidenheid en geleerdheid. Reeds in 1627 begon het proces van zijn zaligverklaring, maar paus Benedictus XIV (1740-1758) achtte het raadzaam een uitspraak naar rustiger tijden te verleggen, wanneer de tegenstand van gallicanen en jansenisten geluwd zou zijn. Er kwamen nieuwe impulsen in 1675, 1714, 1752 en 1832. Eerst paus Pius XI (1922 - 1939) nam de zaak weer op: op 13 mei 1923 vond de zaligverklaring plaats, op 29 juni 1930 de heiligverklaring en in 1931, op de 310e verjaardag van zijn overlijden, werd hij uitgeroepen tot kerkleraar. Zijn feestdag wordt gevierd op 13 mei (heiligenkalender van voor 1969) of 17 september. Hij is patroon van het christelijk onderricht en van instellingen die dit onderricht bevorderen. Een van de Romeinse studiehuizen voor jonge jezuïeten is naar hem genoemd (‘Het Bellarmino’).

## Werken

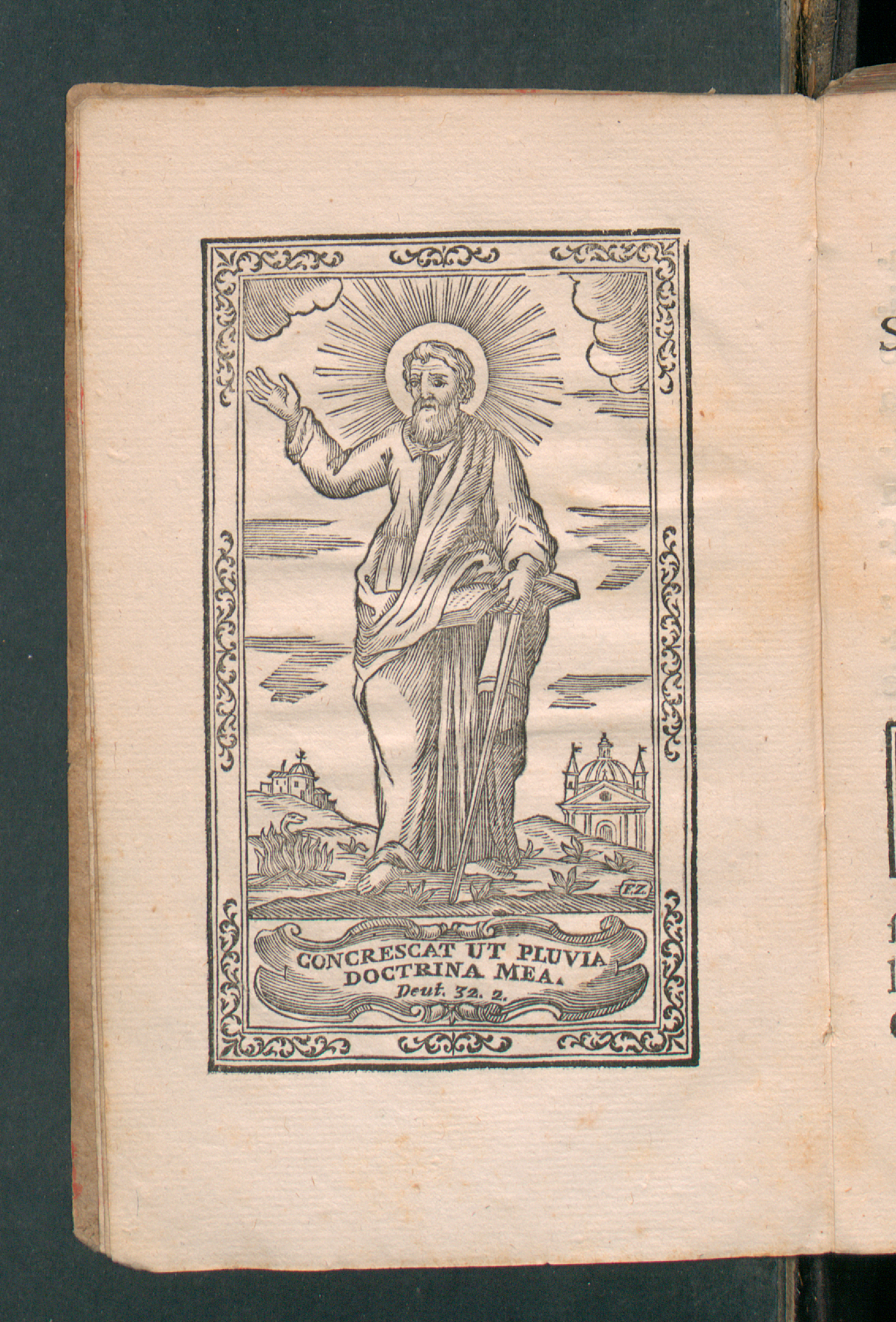
Dottrina cristiana breve, 1752

- Disputationes de controversiis christianae fidei adversus hujus temporis haereticos (3 dln., 1586–1593)
- De translatione Imperii Romani a Graecis ad Francos libri tres (1589)
- Dottrina cristiana breve (1597)
- Tractatus de potestate Summi Pontificis in rebus temporalibus (1610)
- In omnes Psalmos dilucida expositio (1611; heruitg. 2 dln., 1931–1937)
- Conclusiones de sacramentis; De scriptoribus ecclesiasticis (1613)